# Štefanovská borina
Štefanovská borina je chráněný areál v oblasti Prešov.
Nachází se v katastrálním území obce Štefanovce v okrese Vranov nad Topľou v Prešovském kraji. Území bylo vyhlášeno v roce 1993 na rozloze 2,04 ha. Ochranné pásmo nebylo stanoveno.
Účelem zřízení chráněného areálu je  ochrana  teplomilných rostlinných společenství s výskytem vzácných a ohrožených druhů rostlin, zvláště z čeledi vstavačovitých.